# Palazzo Saluzzo di Paesana
Il Palazzo Saluzzo di Paesana è un palazzo settecentesco di Torino, sotto la Sovraintendenza delle Belle Arti .
Fu concepito quasi come una seconda reggia in concorrenza con il Palazzo Reale di Torino sabaudo. Fu progettato da Gian Giacomo Plantery all'inizio del Settecento per volere di Baldassarre Saluzzo di Paesana, Cavaliere della Santissima Annunziata, conte di Paesana, Oncino, Ostana e Castellar, ed occupa un intero isolato tra via Garibaldi, via della Consolata, via Bligny e via del Carmine.

## Storia
Il palazzo viene realizzato tra il 1715 e il 1722 su disegno dell'architetto Giovanni Giacomo Gerolamo Plantery per committenza del senatore Baldassarre Saluzzo di Paesana, decorato dell’Ordine supremo della Santissima Annunziata. L’edificio si affaccia sulla vecchia piazza Susina, l’attuale via della Consolata, che costituiva il centro dell’ampliamento progettato dall’architetto Filippo Juvarra su incarico di Vittorio Amedeo II, realizzato a partire dal 1715 e che comprendeva la zona in cui si trovava la grande piazza d’Armi, accanto alla Cittadella di Torino . 
Negli anni Trenta del XVIII secolo avviene la decorazione dell’appartamento aulico da parte dei pittori savonesi Bartolomeo e Domenico Guidobono e dello stuccatore luganese Pietro Somasso. Durante l’occupazione francese è sede di acquartieramento delle truppe. Nel 1949 con l’estinzione del ramo principale della famiglia, viene venduto alla famiglia Del Carretto della Val Bormida .

## Descrizione
Dotato all'ingresso di un atrio con colonne doriche e corinzie, comprende 
un grande ed imponente cortile interno dotato di due scaloni, uno alla destra, con due loggiati ad est ed ovest del piano nobile, e l'altro al fondo. Alloggi per la servitù e scuderie, ospitate da un cortile di servizio, stavano nell'ala occidentale del palazzo mentre gli appartamenti d'onore in quella orientale.

## Curiosità
Nel 1902 un grave fatto di cronaca coinvolse le cantine del Palazzo: qui in aprile fu ritrovato il cadavere di una bambina scomparsa alcuni mesi prima.
Dopo alcuni gravi errori investigativi e la scomparsa di una seconda bambina nel 1903, ritrovata fortunosamente ancora viva, il colpevole fu finalmente individuato in Giovanni Gioli, addetto alla raccolta della spazzatura ed in servizio nel Palazzo.

Il successivo processo, molto seguito da un pubblico e dai giornali che volevano la pena di morte, portò alla contrastata condanna a 25 anni di carcere del Gioli, che morirà successivamente in carcere appena otto anni dopo.
Il loggiato monumentale e il cortile interno sono comparsi come location nel film Il Divo di Paolo Sorrentino , nel film Confidenza di Daniele Luchetti e nella serie televisiva La legge di Lidia Poët .